# Ciorăști
Ciorăști là một xã thuộc hạt Vrancea, România. Dân số thời điểm năm 2002 là 3876 người.